# Le Meix-Saint-Epoing
Le Meix-Saint-Epoing je francouzská obec v departementu Marne v regionu Grand Est. Žije zde 295 obyvatel.

## Geografie

### Sousední obce
| Růžice kompasu | La Noue                      | Mœurs-Verdey         | Vindey | Růžice kompasu |
| Růžice kompasu | Esternay Châtillon-sur-Morin | Sever                | Saudoy | Růžice kompasu |
| Růžice kompasu | Esternay Châtillon-sur-Morin | Le Meix-Saint-Epoing | Saudoy | Růžice kompasu |
| Růžice kompasu | Esternay Châtillon-sur-Morin | Jih                  | Saudoy | Růžice kompasu |
| Růžice kompasu | La Forestière                | Barbonne-Fayel       |        | Růžice kompasu |